# Soria Moria slott
För andra betydelser, se Soria Moria.

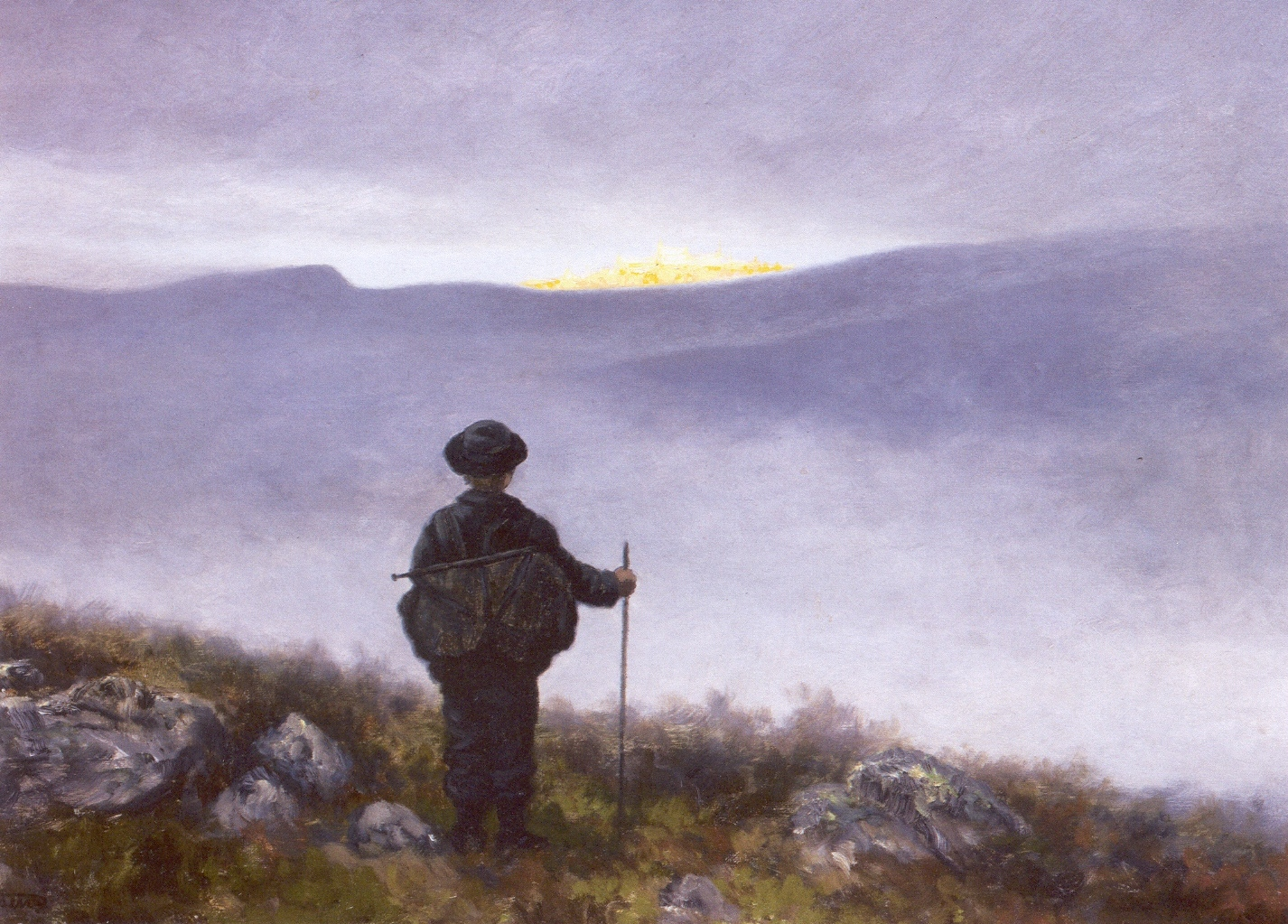
Soria Moria av Theodor Kittelsen

Soria Moria slott är en norsk saga som nedtecknades av Peter Christen Asbjørnsen i Røyken och trycktes i Norske Folkeeventyr 1843.
Det är också en serie om tolv sagoteckningar av Theodor Kittelsen ritade och utställda 1900. Bildserien var också grunden för Kittelsens illustrerade barnbok med samma namn från 1911. Texten är utförd i en Asbjørnsen-imiterande stil.